# Malphas: Book of Angels Volume 3
Malphas: Book of Angels, Volume 3 è un album in studio del violinista jazz statunitense Mark Feldman e della pianista jazz svizzera Sylvie Courvoisier, contenente 11 delle 316 composizioni del compositore jazz statunitense John Zorn provenienti dal libro delle composizioni Book of Angels. Fu pubblicato il 24 gennaio 2006 dalla Tzadik Records.

## Tracce
Musiche di John Zorn.
1. Azriel (75° composizione) – 4:15
2. Basus (275° composizione) – 3:28
3. Rigal (23° composizione) – 4:16
4. Kafziel (18° composizione) – 4:24
5. Lahariel (105° composizione) – 6:22
6. Zethar (89° composizione) – 1:49
7. Paschar (123° composizione) – 5:23
8. Boel (90° composizione) – 4:35
9. Sammael (166° composizione) – 3:06
10. Padiel (39° composizione) – 6:29
11. Vretil (276° composizione) – 2:49

Durata totale: 46:56

## Formazione
- John Zorn – produzione, arrangiatore, direzione
- Mark Feldman – violino
- Sylvie Courvoisier – pianoforte